# リオ・クラロFC

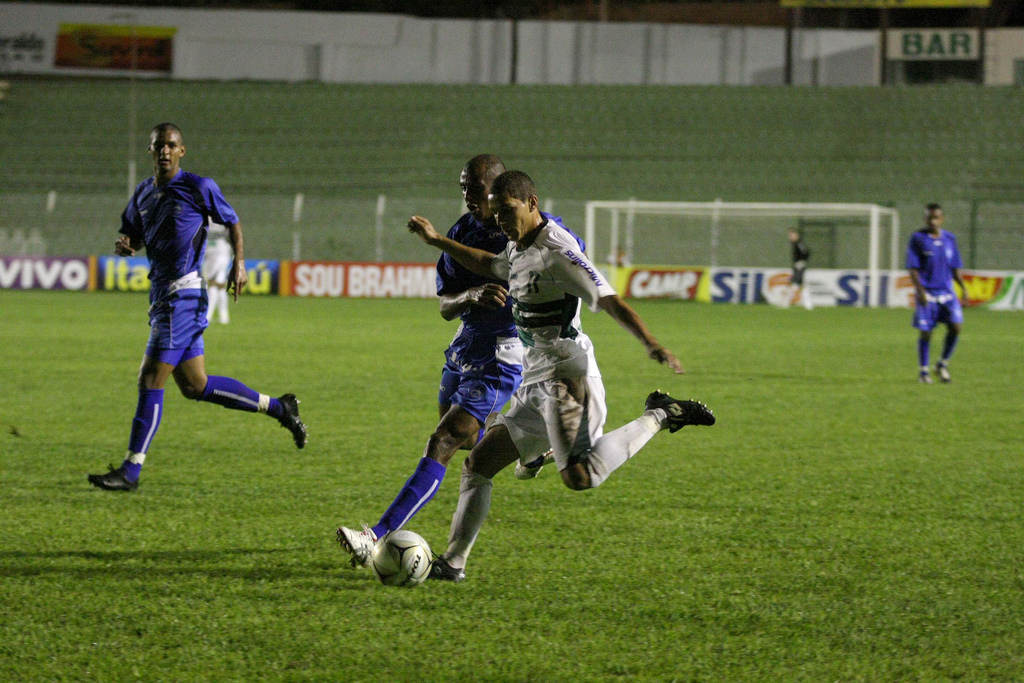
2008年、カンピオナート・パウリスタでのリオ・プレト戦

リオ・クラロ・フチボウ・クルーベ（ポルトガル語: Rio Claro Futebol Clube）は、ブラジル・サンパウロ州リオ・クラロを本拠地とするサッカークラブ。

## 歴史
1909年5月9日設立。教員のジョアキム・アルノウドやコンパーニャ・パウリスタ・ダス・エストラーダス・ジ・フェロ（サンパウロ鉄道会社）の従業員によって設立された。その後1928年7月14日にイングランドのHMSカプトンと初の国際試合を行った。
2002年にカンピオナート・パウリスタ・セグンダ・ディヴィソンで優勝。2005年にコパ・パウリスタで準優勝。2007年にはカンピオナート・パウリスタ1部に初参戦した。

## 本拠地
本拠地はエスタジオ・アウグスト・シュミット・フィーリョ。一般的にはシュミットンとして知られており、1973年に完成した1万6000人収容のスタジアムである。
また、セントロ・ジ・トレイナメント・アウグスト・シュミット・フィーリョというトレーニング場を自前で保有している。

## クラブカラー
クラブカラーは青と白。ホームユニフォームは青のシャツに白のズボン、青の靴下である。

## マスコット
クラブのユニフォームを着て青色の尻尾、鶏冠を持っている鶏がマスコット。名前はガロ・アズウである。ライバルクラブのAEヴェロ・クルーベが赤い鶏をマスコットにしていた事から生まれたマスコットである。

## ニックネーム
本拠地が小川の近くであった事から水が少ない事を意味するアギーニャの名前で呼ばれていた。その後、大きな青色を意味するアズロンとなった。

## タイトル
- カンピオナート・パウリスタ・セグンダ・ディヴィソン: 2002